# Titularbistum Nova
Nova ist ein Titularbistum der römisch-katholischen Kirche.
Es geht zurück auf einen untergegangenen Bischofssitz in der gleichnamigen antiken Stadt, die in der römischen Provinz Africa proconsularis (heute nördliches Tunesien) lag. Der Bischofssitz war der Kirchenprovinz Karthago zugeordnet.
| Titularbischöfe von Nova |                                                                             |                                                                                         |                    |                  |
| Nr.                      | Name                                                                        | Amt                                                                                     | von                | bis              |
| 1                        | Paul-Marie-Maurice Perrin Titularerzbischof pro illa vice                   | Prälat von Tunis emeritierter Prälat von Tunis (Tunesien) Apostolischer Delegat in Irak | 9. Juli 1964       | 9. Januar 1965   |
| 2                        | Francis John Spence                                                         | Weihbischof des Kanadischen Militärvikariats (Kanada)                                   | 1. April 1967      | 17. August 1970  |
| 3                        | Johannes Kleineidam                                                         | Weihbischof in Berlin (Deutschland)                                                     | 12. September 1970 | 2. Juni 1981     |
| 4                        | Lajos Bálint                                                                | Weihbischof in Alba Iulia (Rumänien)                                                    | 9. Juli 1981       | 14. Mai 1990     |
| 5                        | Mario del Valle Moronta Rodríguez                                           | Weihbischof in Caracas (Venezuela)                                                      | 4. April 1990      | 2. Dezember 1995 |
| 6                        | Luigi de Magistris ab dem 22. November 2001 Titularerzbischof pro illa vice | Kurienbischof                                                                           | 6. März 1996       | 14. Februar 2015 |
| 7                        | Juan Carlos Cárdenas Toro                                                   | Weihbischof in Cali (Kolumbien)                                                         | 26. Juni 2015      | 1. Oktober 2020  |
| 8                        | Jacek Grzybowski                                                            | Weihbischof in Warschau-Praga (Polen)                                                   | 26. November 2020  |                  |